# Agoma ovifera
Agoma ovifera là một loài bướm đêm trong họ Noctuidae.